# Bendalgatti, Kalghatgi
Bendalgatti là một làng thuộc tehsil Kalghatgi, huyện Dharwad, bang Karnataka, Ấn Độ.